# Fuquan
Fuquan (福泉市,  Fúquán Shì) ist eine chinesische kreisfreie Stadt des Autonomen Bezirks Qiannan der Bouyei und Miao im Süden der Provinz Guizhou. Sie hat eine Fläche von 1.694 km² und zählt 296.900 Einwohner (Stand: Ende 2018).
Die alte Stadtmauer von Fuquan (Fuquan chengqiang 福泉城墙) und die Gejing-Brücke (Gejing qiao 葛镜桥) stehen seit 2001 bzw. 2006 auf der Liste der Denkmäler der Volksrepublik China.